# CMA CGM Jules Verne
Pour les articles homonymes, voir Jules Verne (homonymie).
Le CMA CGM Jules Verne est un navire porte-conteneurs de la compagnie française CMA CGM. Entré en service le 3 mai 2013, il s'agit alors de l'un des plus grands porte-conteneurs du monde, dépassant les navires de la classe Emma Mærsk.

## Histoire
Le navire est le sistership du CMA CGM Marco Polo et CMA CGM Alexander von Humboldt, lancés respectivement en novembre 2012 et avril 2013. La commande de ces trois porte-conteneurs géants avait été réalisée avant la crise économique de 2008, dans un contexte de progression constante du fret maritime. Selon la CMA-CGM, malgré la baisse du transport de conteneurs depuis 2008, l'usage de ce cargo demeure économiquement rentable en 2013, en raison d'une dépense en carburant inférieure à des navires plus anciens (proportionnellement à la quantité de marchandise). Ce navire a aussi été présenté comme une avancée technique, avec un système de propulsion et une optimisation hydrodynamique permettant de réduire la consommation de carburant estimée à 120 tonnes par jour à 18 nœuds et la pollution induite.
L'inauguration du CMA CGM Jules Verne le 4 juin 2013 à Marseille, à l'occasion du 35e anniversaire de la compagnie CMA-CGM, a été largement mentionnée dans la presse et les médias généralistes français. Des aspects polémiques ou politiques ont été soulevés par les médias à cette occasion, dans le contexte d'une inauguration en présence du président de la République française François Hollande : le caractère exceptionnel du pavillon français (comparé aux autres cargos de l'armateur), la question de l'immatriculation au registre international français (droits sociaux, marins philippins composant l'équipage), la construction en Corée du Sud (plutôt qu'en France). Il est passé en 2021 sous pavillon maltais.

## Caractéristiques
Il a notamment pour caractéristiques :
- une propulsion assurée par un unique moteur Diesel, deux temps à injection électronique développant une puissance de 108 000 ch, offrant un rendement optimal dans la plage de vitesses comprises entre 16 et 18 nœuds et dont chacun des 14 cylindres mesure 98 cm de diamètre et deux mètres de course; le moteur, de type type MAN B&W 14K98ME-C[6] de la société MAN Energy Solutions, mesure de 25 m de long; sur plusieurs étage de haut ;
- une hélice unique de 9 m de diamètre et d'une masse de 100 tonnes qui brasse un flux d'eau préalablement redressé par un stator ;
- un safran doté d'un bord d'attaque orienté ;
- des centaines de caméras et d'alarmes (incendie, envahissement de cale, panne machine, intrusion, ouverture de portes étanches, etc.) ;
- une longueur de 396 m, une largeur de 53,6 m et une hauteur de 67 m (51 m au-dessus de la surface de l'eau).

L'éco-communication de l'armateur CMA CGM insiste sur la réduction de son empreinte écologique au maximum : traitement des eaux de ballasts par lampes à ultraviolets avant leur rejet à la mer, tri sélectif puis compactage des déchets, traitement des eaux huileuses par séparateurs à eaux mazouteuses et caisses de décantation, œuvres vives et mortes optimisées notamment au niveau de l'hydrodynamisme afin de réduire à la fois la consommation de carburant et les émissions de dioxyde de carbone.